# Oscar Bohórquez (Vater)
Oscar Bohórquez (* 1949 in Lima) ist ein deutsch-peruanischer Fagottist.

## Leben und Werk
Oscar Bohórquez wurde in Peru geboren. Erste musikalische Studien absolvierte er in seinem Geburtsland. Dann studierte er bei Albert Hennige an der Nordwestdeutschen Musikakademie in Detmold Fagott. Er nahm an den internationalen Sommerkursen in Weikersheim und Feldkirch teil.
Oscar Bohórquez hat einen Lehrauftrag für Fagott an der Hochschule für Musik Karlsruhe und gibt regelmäßig internationale Meisterkurse für dieses Instrument. Er wirkte auch als Dozent an der Musikhochschule Köln und für mehrere Jugendorchester-Projekte. Er ist als Juror in Wettbewerben tätig. Er tritt solistisch und in Kammermusikensembles auf.
Nach einer ersten Anstellungen als Solo-Fagottist im Staatsorchester Braunschweig und beim Philharmonischen Orchester der Stadt Nürnberg wechselte Oscar Bohórquez 1978 als Solo-Fagottist zum Badischen Staatstheater Karlsruhe. Er hatte diese Stelle bis zu seiner Pensionierung inne.
Oscar Bohórquez ist der Vater des Cellisten Claudio Bohórquez und des gleichnamigen Violinisten Oscar Bohórquez (Sohn).